# Uirapuru-de-chapéu-branco
Manaquim-de-coroa-nívea ou uirapuru-de-chapéu-branco (Lepidothrix nattereri), do (grego) lepis = escama, marcas; e thrix = cabelo; e de nattereri = homenagem ao zoólogo e coletor de espécies austíaco, residente no Brasil Johann Natterer, é uma espécie de ave da família Pipridae.

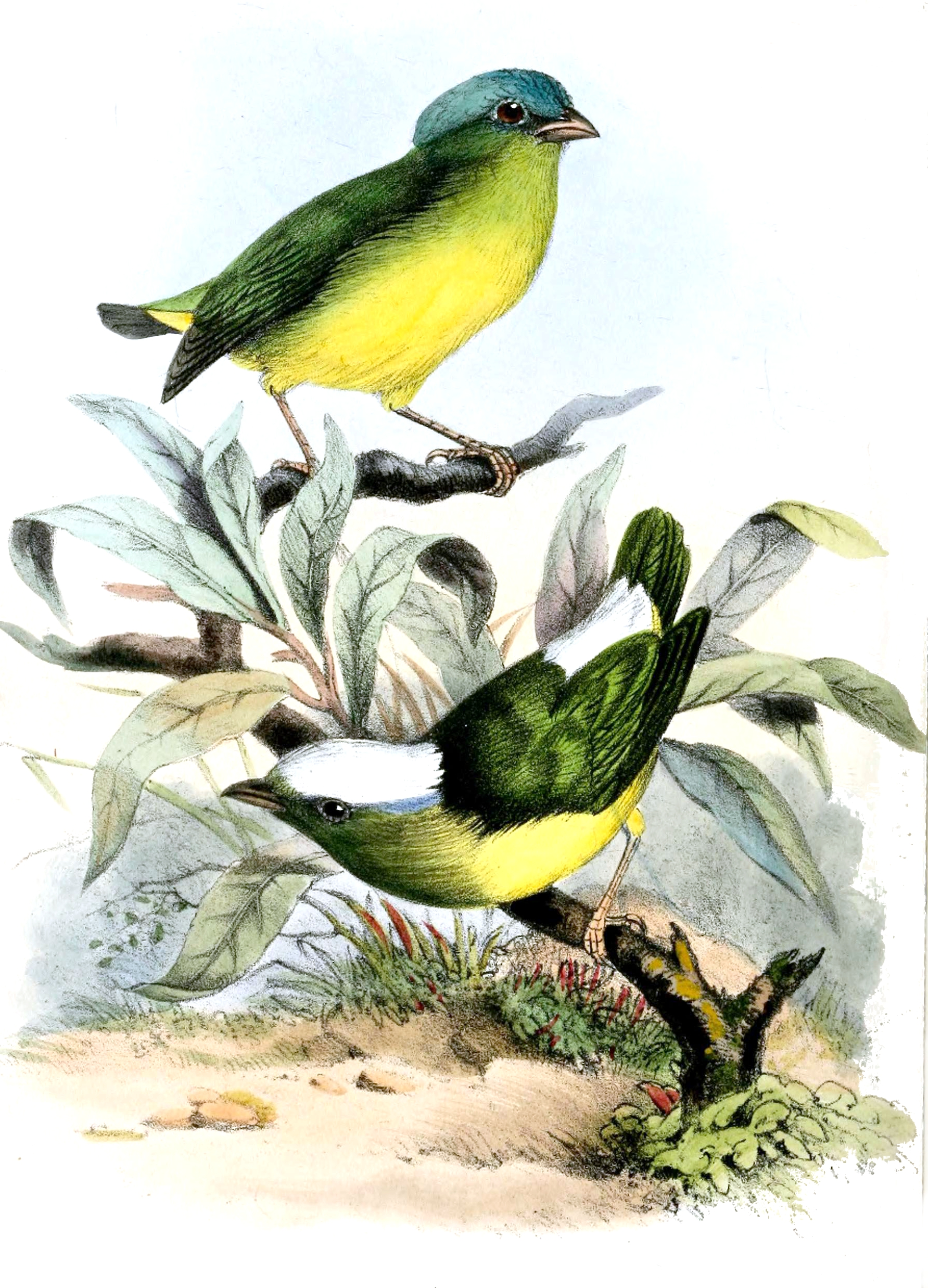

## Características
A espécie apresenta dimorfismo sexual no tamanho e na plumagem, o macho mede cerca de 8,5 cm de comprimento e pode pesar 8 grama, enquanto a fêmea, mede cerca de 9,2 cm e pesa 8,8 gramas.
O macho apresenta coloração verde no peito, garganta, cabeça, manto e asas. A parte inferior das costas e o uropígio são brancos.  A cabeça apresenta uma coroa branca. A cauda e as rêmiges primárias são escuras. O ventre e o crisso são claros, de coloração amarela. Os olhos apresentam coloração clara esbranquiçada.O bico é pálido de coloração azul. Os tarsos e os pés são rosados.
As fêmeas são verdes nas partes superiores e amarelas no ventre. Não presentam o uropígio branco. Não possuem a coroa branca, esta é verde azulada. Seu bico é mais robusto.

## Distribuição Geográfica
Ocorre na amazônia centro-meridional, no Brasil e na Bolívia.
Os seus habitats naturais são: florestas subtropicais ou tropicais úmidas de baixa altitude.